# Wadim Rimowitsch Scharifjanow
Wadim Rimowitsch Scharifjanow (russisch Вадим Римович Шарифьянов; * 23. Dezember 1975 in Ufa, Russische SFSR) ist ein ehemaliger russischer Eishockeyspieler, der während seiner aktiven Karriere unter anderem für die New Jersey Devils und Vancouver Canucks in der National Hockey League gespielt hat.

## Karriere
Scharifjanow spielte bis zum Sommer 1994 bei dem Klub seiner Geburtsstadt, Salawat Julajew Ufa. Dort hatte er im Verlauf der Saison 1992/93 als 17-Jähriger sein Debüt in der Profimannschaft gegeben, die zu dieser Zeit der Internationalen Hockey-Liga angehörte. Bereits beim CHL Import Draft 1992 wurde er an 23. Position von den Peterborough Petes gedraftet, verblieb aber in Ufa. Im Herbst 1994 wechselte der Stürmer schließlich innerhalb der Liga und schloss sich dem Hauptstadtklub HK ZSKA Moskau an, der zu Zeiten der UdSSR der erfolgreichste Eishockeyklub überhaupt gewesen war. Im vorausgegangenen Sommer war er jedoch im NHL Entry Draft 1994 in der ersten Runde an 25. Stelle von den New Jersey Devils ausgewählt worden, wodurch Scharifjanow nicht mal eine ganze Spielzeit bei ZSKA blieb.
Gegen Ende des Spieljahres 1994/95 hatten ihn die Devils nach Nordamerika geholt und ihn in ihrem Farmteam, den Albany River Rats, in der American Hockey League eingesetzt. Mit den River Rats gewann der Russe noch im gleichen Jahr den prestigeträchtigen Calder Cup. Bevor er jedoch dauerhaft den Sprung in die National Hockey League schaffte, lief der rechte Flügelstürmer weitere drei Spielzeiten für Albany auf. Erst zur Saison 1998/99 erhielt Scharifjanow einen dauerhaften Platz im Kader der New Jersey Devils, nachdem er im Verlauf der Spielzeit 1996/97 bereits in zwei Partien zu seinem NHL-Debüt gekommen war. In seiner Rookiesaison in der Liga brachte er es auf 27 Punkte in 53 Spielen, was ihm im Dezember 1998 die Ernennung zum NHL-Rookie des Monats einbrachte. Im Januar 2000 endete Scharifjanows Zeit bei den Devils – nach fast fünf Jahren im Franchise. Er wurde mit und für einige Wahlrechte im NHL Entry Draft 2000 zum Ligarivalen Vancouver Canucks abgegeben. Für die Canucks kam der Angreifer jedoch nur noch 17-mal zum Einsatz. Vor Beginn der Saison 2000/01 schoben sie ihn in ihr Farmteam, die Kansas City Blades, aus der International Hockey League ab. Dies war zugleich die letzte Spielzeit, die der Stürmer in Nordamerika verbrachte.
Im Sommer 2001 kehrte Scharifjanow in sein Geburtsland zurück, nachdem ihn die Canucks aus seinem laufenden Vertrag entlassen hatten. Zwischen 2001 und 2004 spielte er mit dem HK Lada Toljatti, Sewerstal Tscherepowez, HK Spartak Moskau, Krylja Sowetow Moskau, Metallurg Nowokusnezk und SKA Sankt Petersburg für sechs verschiedene Teams der Superliga binnen drei Jahren. Zur Saison 2004/05 wagte der Russe noch einmal den Sprung ins Ausland, als er für IFK Arboga IK in der zweitklassigen, schwedischen HockeyAllsvenskan und den Gap Hockey Club in der französischen Ligue Magnus auflief. Zur Saison 2005/06 folgte die abermalige Rückkehr nach Russland. Nachdem er zwei Jahre bei Sputnik Nischni Tagil verbracht hatte, ging er zwischen 2007 und 2009 noch für Toros Neftekamsk in der zweitklassigen Wysschaja Liga aufs Eis. Nach der Spielzeit 2009/10, die er überwiegend beim HK Rys Podolsk beendete er seine Karriere.

### International
Scharifjanow spielte ausschließlich im Juniorenbereich für die Auswahl seines Geburtslandes. Erstmals kam er bei der Junioren-Europameisterschaft 1992 zum Einsatz, bei der Russland die Bronzemedaille gewann. Seine acht Turniertreffer in sechs Spielen bescherten ihm zudem die Wahl ins All-Star-Team des Turniers. Im Jahr darauf war er erneut bei der Junioren-Europameisterschaft vertreten. In diesem Jahr gewann Russland die Silbermedaille. Zudem kam Scharifjanow bei den Junioren-Weltmeisterschaften 1994 und 1995 zu Einsätzen. Auch hier gewann er eine Bronze- und eine Silbermedaille. Beim Turnier des Jahres 1995 steuerte er in sieben Spielen zehn Punkte bei, nachdem es im Vorjahr noch vier in ebenso vielen Spielen gewesen waren.

## Erfolge und Auszeichnungen
- 1995 Calder-Cup-Gewinn mit den Albany River Rats
- 1998 NHL-Rookie des Monats Dezember

### International
| - 1992 Bronzemedaille bei der Junioren-Europameisterschaft - 1992 All-Star-Team der Junioren-Europameisterschaft - 1993 Silbermedaille bei der Junioren-Europameisterschaft | - 1994 Bronzemedaille bei der Junioren-Weltmeisterschaft - 1995 Silbermedaille bei der Junioren-Weltmeisterschaft |